# Колима (вулкан)
Коли́ма (исп. Volcán de Colima) — вулкан на западе Мексики, расположен в штате Халиско, в Вулканической Сьерре, в 80 км от берега Тихого океана. Наиболее активный вулкан Мексики, извергался более 40 раз с 1576 года.
Состоит из 2 конических пиков; наивысший из них (Невадо-де-Колима, 4 625 м) — потухший вулкан, большую часть года покрыт снегом. Другой пик — действующий вулкан Колима, или Волькан-де-Фуэго-де-Колима («Огненный вулкан»), высотой 3 846 м, называют мексиканским Везувием. Лавы по составу близки к базальтам.

## Извержения
- 12 сентября 2015 года, выброшенный пепел поднялся на высоту до 2 км[2].
- 19 января 2017 года, с выбросом пепла и дыма до 2 км над кратером[3].